# Stuart Jack
Pour les articles homonymes, voir Jack.
Stuart Jack, né le 18 juin 1949 et mort le 16 février 2022, est un homme politique britannique, gouverneur des îles Caïmans de novembre 2005 à décembre 2009.